# Ambrozovics Dezső
Ambrozovics Dezső (Buda, 1864. február 24. – Budapest, 1919. január 17.) újságíró, író, műfordító, műgyűjtő.

## Családja
Ambrozovics Béla (1835–1905), neves mérnök és közgazdasági szakíró fia, Kossuth Zsuzsanna unokája.

## Életpályája
A budapesti egyetemen jogot végzett, majd ügyvéd lett Budapesten. Több újság és folyóirat munkatársa volt, 1885-től zene- és színikritikákat írt az Egyetértés című lapba, 1890–91-ben pedig a Zenevilág című lap főmunkatársa volt. 1890-től 1897-ig a Fővárosi Lapok, 1891 és 1914 között pedig az Új Időknél volt alkalmazásban. 1898-tól 1909-ig a Műcsarnok című lap szerkesztője volt.
Irodalmi munkássága A Hét, a Magyar Lányok, a Művészet és az Ország-Világ című lapokhoz kötődik;  tárcákat, verseket, novellákat jelentetett meg. Sokat fordított, elsősorban orosz irodalmi alkotásokat, Puskin, Turgenyev, Gogol, Tolsztoj, Csehov és Gorkij műveit, köztük az Anna Karenyinát (megjelent 1905-ben) és a Háború és békét. Fordításai többnyire a Klasszikus Regénytár című sorozatban jelentek meg.
1899. december 4-én a Szent Anna rend III. fokozatának lovagjává választották Szentpéterváron.
Több mint 250 műtárgyból – elsősorban festményekből – álló kollekcióját végrendeletében a szegedi Móra Ferenc Múzeumnak ajándékozta; a gyűjtemény felesége halála (1936. ősz) után került a múzeumba.

## Megjelent munkái
- Hajótöröttek. Elbeszélések, Budapest, 1893.
- A mogyoró. Vígjáték, Budapest, 1900.
- Újabb versek. Budapest, 1903.
- Szimfóniák. Versek, Budapest, 1918.